# Quipu

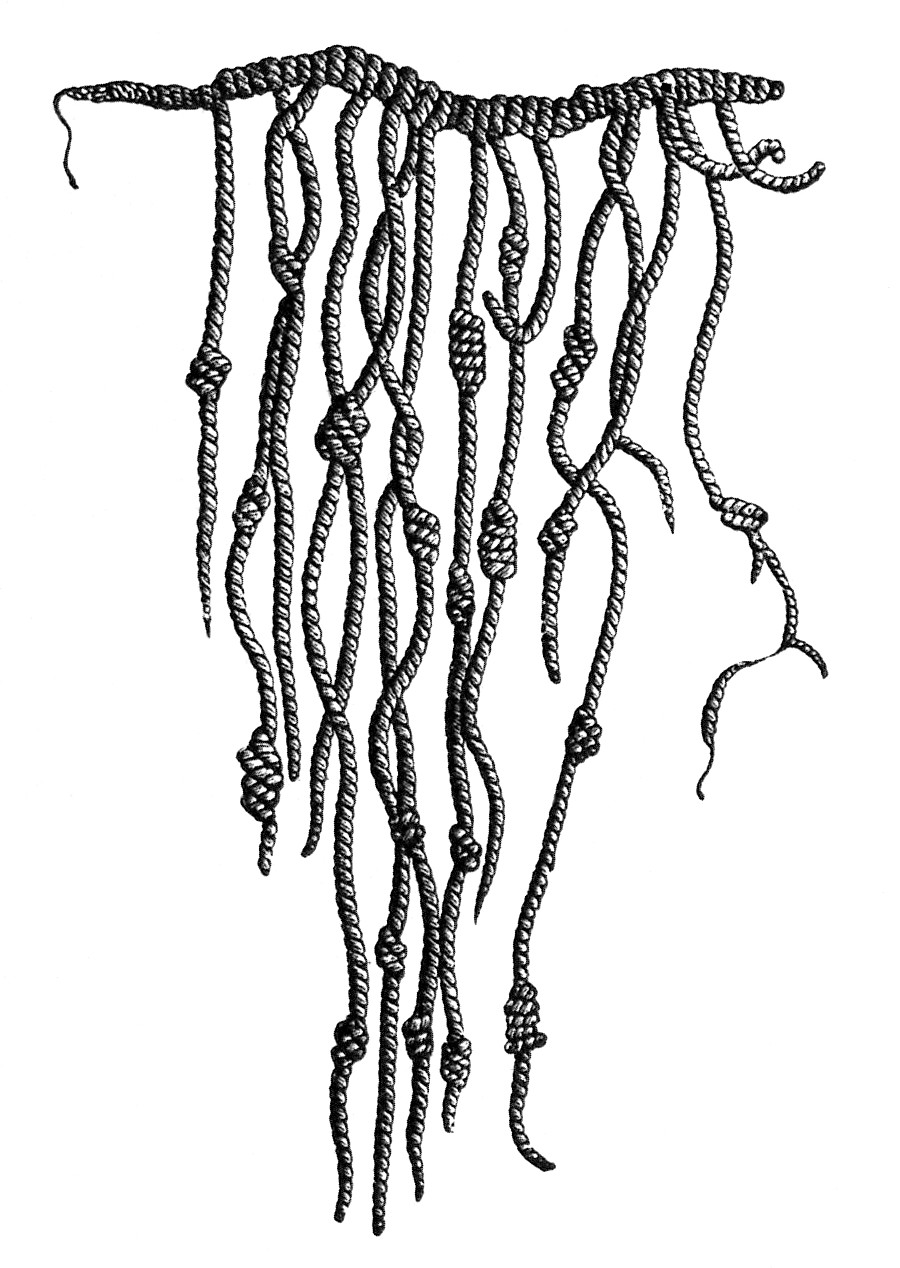
Representación de un quipu.

El quipu (en ortografía quechua contemporánea: khipu) fue un instrumento de almacenamiento de información consistente en cuerdas de lana o de algodón de diversos colores, provistos de nudos, usado por las civilizaciones andinas. Si bien se sabe que fue usado como un sistema de contabilidad y almacenamiento de relatos épicos de los Incas difuntos, ciertos autores han propuesto que podría haber sido usado también como un sistema gráfico de escritura, hipótesis sostenida entre otros por el ingeniero William Burns Glynn. Dichos instrumentos estaban en posesión de especialistas quipucamayoc (khipu kamayuq), administradores del Imperio inca, quienes eran los únicos capacitados para descifrar estas enigmáticas herramientas y autorizados a enunciar su contenido.
Se han hallado quipus desde la Huaca de la Universidad de San Marcos, hasta el Cerro del Oro, correspondiendo estos a la cultura Wari. 
Los quipus fueron conocidos por los cronistas, quienes hablaron detenidamente de ellos y emplearon la información que contenían, interpretada y proporcionada por los khipu kamayuqkuna, especializados en su manejo. Según el jesuita José de Acosta (1590):

Son quipus unos memoriales o registros hechos de ramales, en que diversos nudos y diversos colores significan diversas cosas. Es increíble lo que en este modo alcanzaron, porque cuanto los libros pueden decir de historias, y leyes, y ceremonias y cuentas de negocios, todo eso suplen los quipus tan puntualmente, que admiran.

El uso de los quipus continuó durante el virreinato del Perú después de la conquista del Imperio Inca. De hecho, la mayoría de los 750 quipus que se conservan en museos en la actualidad provienen de la época del virreinato.Su uso declinó debido a la alfabetización y al deterioro de las instituciones tradicionales incas.

## Estructura
El quipu consta de una cuerda principal, sin nudos, de la cual dependen otras generalmente anudadas y de diversos colores, formas y tamaños, los colores se identifican como sectores y los nudos la cantidad —llamadas cuerdas colgantes—. Puede haber cuerdas sin nudos, como también cuerdas que no se desprenden de la principal sino de la secundaria (cuerdas secundarias). Los especialistas contemporáneos piensan que los colores y quizá la forma de trenzado de las cuerdas indican los objetos, mientras que los nudos harían referencia a las cantidades, incluyendo el número cero. Entre los quipus conocidos hay una gran variedad de tamaño y complejidad, pues van desde los muy simples, que están hechos de hilos o cuerdas, hasta los que tienen más de mil cuerdas.

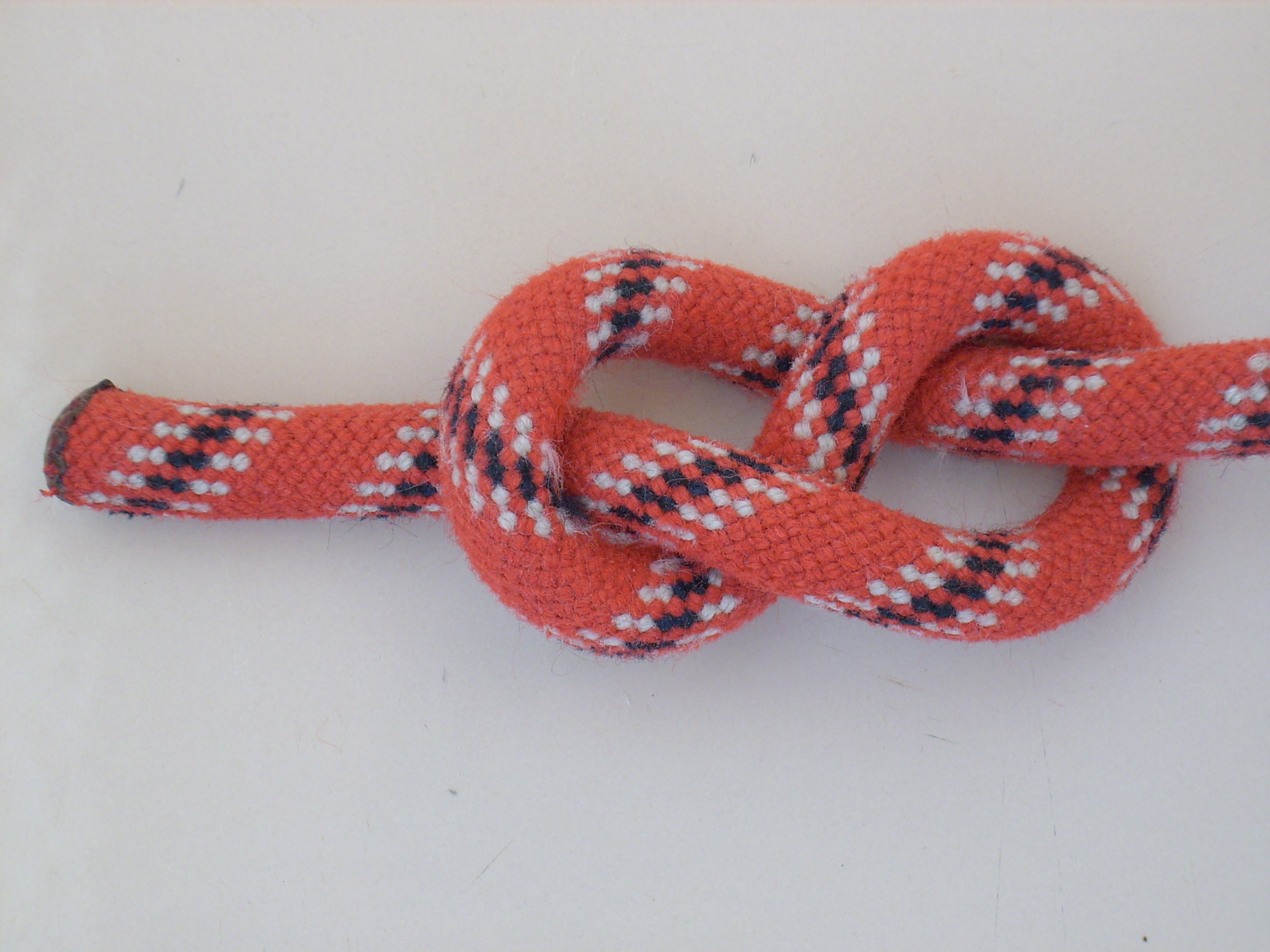
Ejemplos de nudos de quipus.
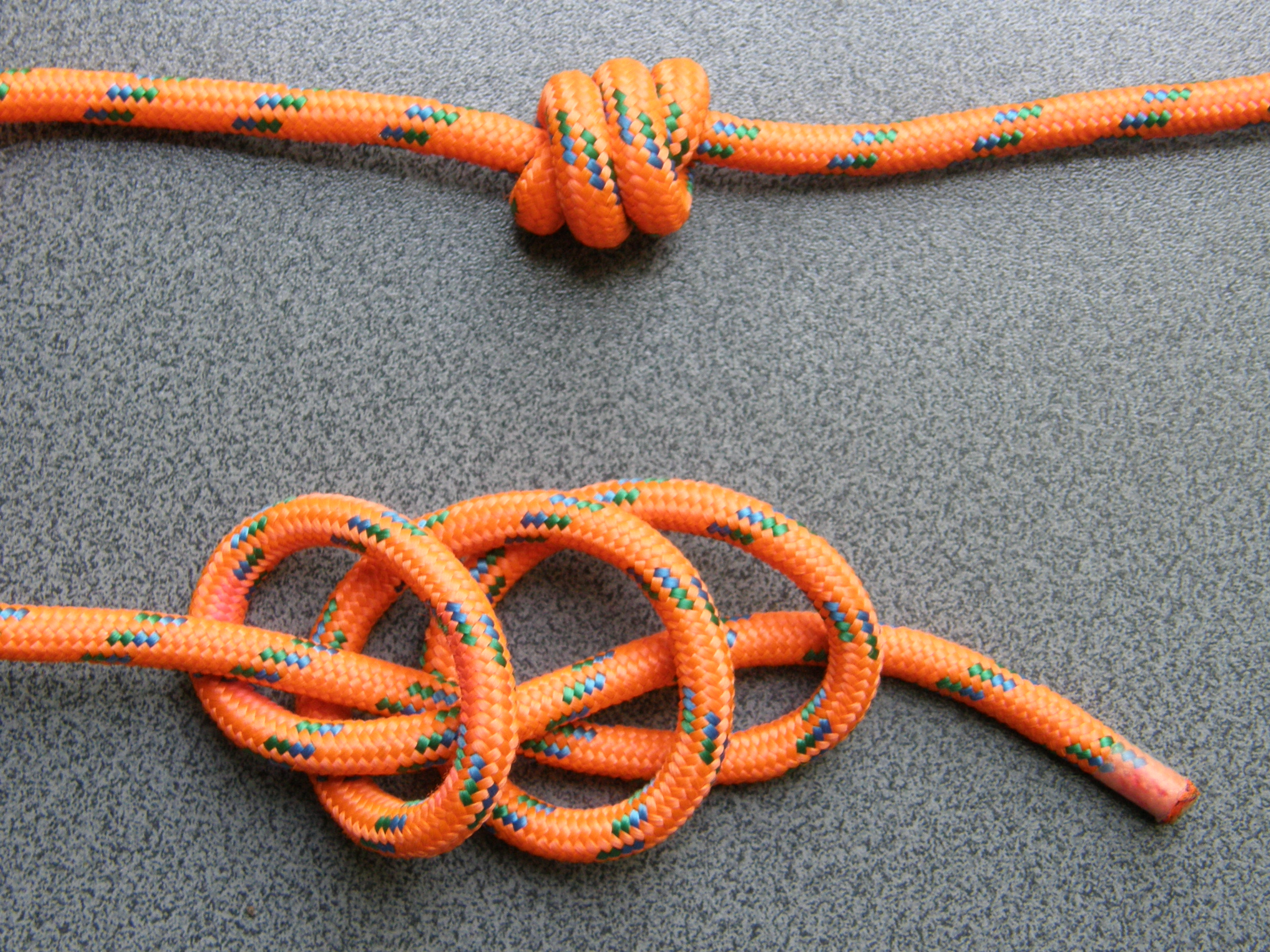
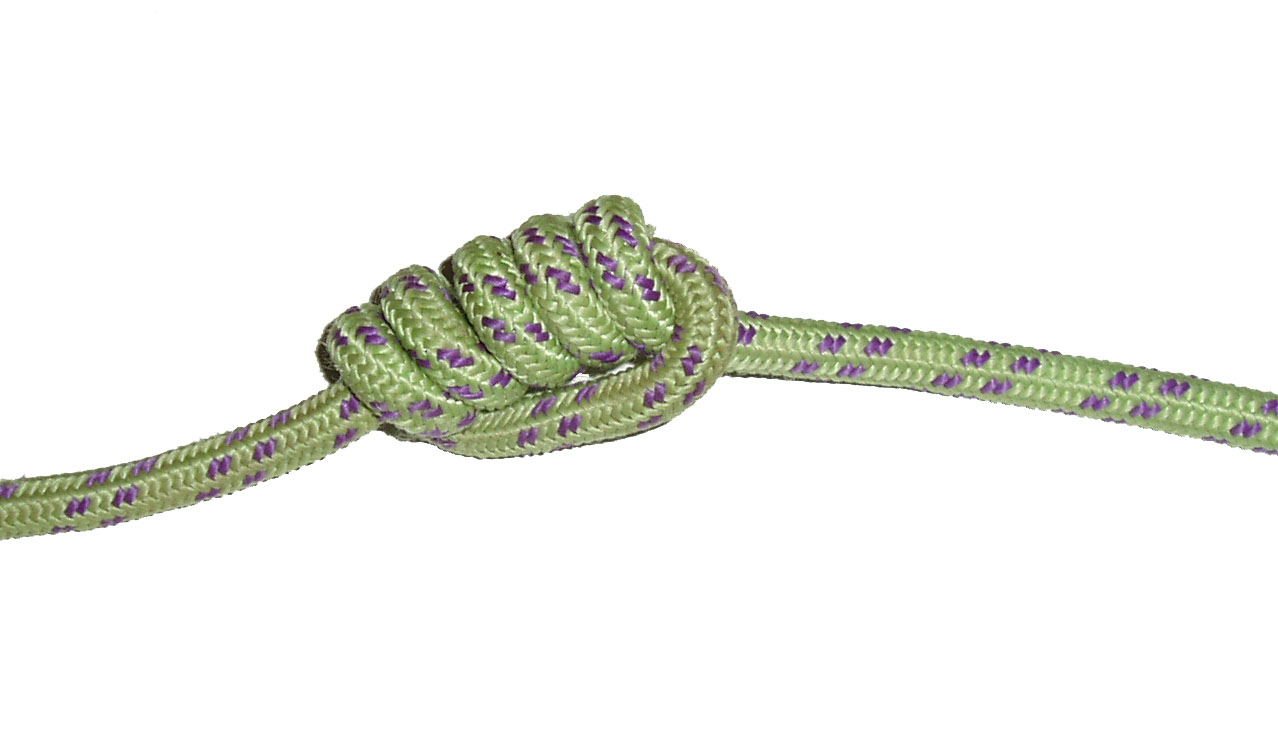

Marcia y Robert Ascher de la Universidad de Míchigan analizaron varios cientos de quipus, comprobando que la mayor parte de su información es numérica. Cada grupo de nudos es un dígito y hay tres tipos principales de nudos:
- Simples, nudo de una vuelta (representado por una s en el sistema de Ascher);
- Largos, consistentes en un nudo con una o más vueltas adicionales (representado por una L en el sistema de Ascher);
- Con forma de 8, (representado por una E en el sistema de Ascher).

En el sistema de Ascher un cuarto tipo de nudo, con forma de ocho con una vuelta extra, es representado por EE. 
Un número es representado por una secuencia de grupos de nudos en base decimal.
- Las potencias de diez se muestran una posición a lo largo de la cadena y esa posición está alineada entre los capítulos sucesivos.
- Los dígitos en las posiciones decimales y para las potencias superiores están representados por grupos de nudos simples (por ejemplo, 40 es cuatro nudos simples en una fila en la posición decena).
- Los dígitos en las posiciones de unidades son representados por nudos largos (por ejemplo, 4 es un nudo con 4 vueltas). Debido a la forma en que los nudos se atan, el dígito 1 no puede ser mostrado de esta manera y está representado en esa posición por una figura en forma de ocho.
- El cero es representado por la ausencia de un nudo en la posición apropiada. (Representado por una X en el sistema de Ascher)
- Debido a que el dígito de las unidades se muestra en una forma distintiva, es claro en donde un número termina. Un capítulo en un quipu por lo tanto puede contener varios números.

Ejemplos en el sistema de Ascher:
- El número 731 estaría representado por 7s, 3s, E;
- El número 804 estaría representado por 8s, X, 4L;
- El número 107 seguido del número 51 se representaría por 1s, X, 7L, 5s, E.

Esta lectura puede ser confirmada por un hecho afortunado: los quipus regularmente contienen sumas de manera sistemática. Por ejemplo, una cuerda puede contener la suma de las siguientes cuerdas y esa relación se repite en todo el quipu. A veces hay sumas de sumas también. 
Algunos de los datos no son números, sino lo que los Ascher llaman etiquetas numéricas. Se componen de dígitos, pero el número resultante parece ser utilizado como un código, tales como los que usamos para identificar personas, lugares o cosas. Al desconocerse el contexto de los quipus individuales, es difícil adivinar lo que esos códigos significan. Otros aspectos del quipu podrían haber comunicado también información, por ejemplo: código de colores, ubicación relativa de las cuerdas, el espaciado y la estructura de las cuerdas y cuerdas secundarias.

## Colores

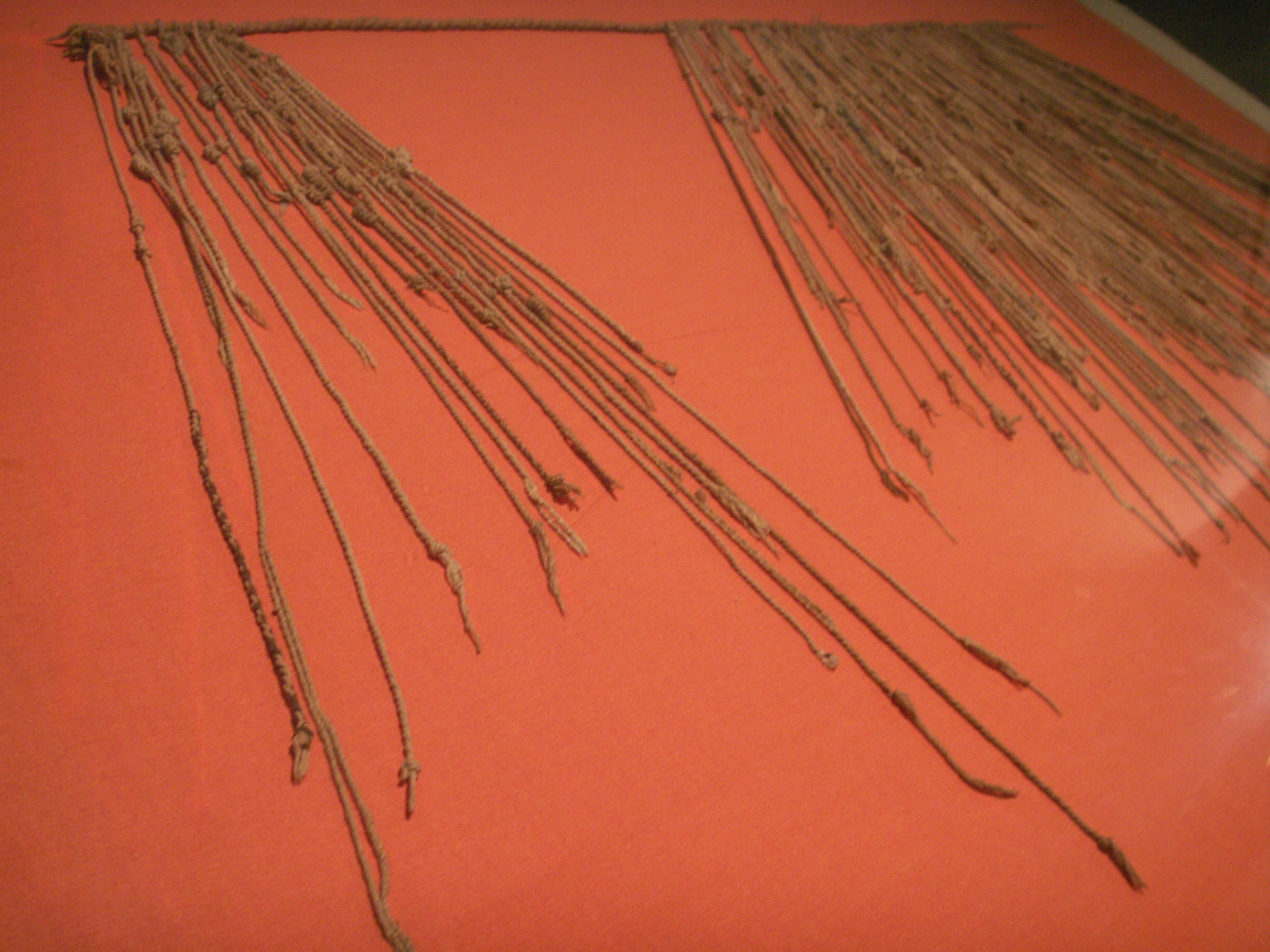
Quipu.

| Color[cita requerida] | Sector[cita requerida] |
| --------------------- | ---------------------- |
| Pardo                 | Gobierno               |
| Carmesí               | Inca                   |
| Morado                | Curaca                 |
| Verde                 | Conquista              |
| Rojo                  | Guerrero               |
| Negro                 | Tiempo                 |
| Amarillo              | Oro                    |
| Blanco                | Plata                  |
| Celeste               | Respeto                |
| Azul                  | Agua                   |
| Naranja               | Superioridad           |

## Tipos de cuerda
Se empleaban distintos tipos de cuerda, cada una tenía al menos dos hebras:
- Cuerda principal, la más gruesa, de la que parten directa o indirectamente todas las demás.
- Cuerdas colgantes, las que penden de la principal hacia abajo.
- Cuerdas superiores, las que se enlazan a la principal, dirigidas hacia arriba. Una de sus utilidades era la de agrupar cuerdas colgantes. Otra, usada con frecuencia, era representar la suma de los números expresados en las cuerdas colgantes.
- Cuerda colgante final, su extremo en forma de lazo, está unido y apretado al extremo de la cuerda principal. Esta cuerda no aparece en todos los quipus.
- Cuerdas secundarias o auxiliares, se unen a otra que esta enlazada a la principal. Se les podía a su vez unir otra cuerda auxiliar. Se ataba a la mitad de la cuerda de la que precedía.

## Uso
Se sabe de su uso contable, registro de censos y cosechas. y se investiga sobre su posible utilidad como sistema de representación lingüística y de memoria de historia, canciones y poemas como también para contar el ganado. Antiguo instrumento inca de registro y de comunicación, que consistía de una larga cuerda, de la cual colgaban 48 cuerdas secundarias y varias otras sujetas a las anteriores. Los nudos que se hacían en las cuerdas representaban las unidades, las decenas y las centenas; y la falta de nudos, el cero. Una muestra de quipu (VA 42527, Museum für Völkerkunde, Berlín), previamente estudiada por Gary Urton, comporta una división por cuadrantes poco común. Asociando el Análisis Estadístico de Datos con la investigación de corte experimental de dicha muestra, en un estudio publicado por Alberto Sáez - Rodríguez se obtuvieron las coordenadas correspondientes a un mapa estelar en dos dimensiones, el cual indica la posición exacta de las estrellas más brillantes del racimo de las Pléyades. Sabiendo que al menos 6 de las estrellas del cúmulo son visibles a simple vista, el punto 7 podría corresponder a las coordenadas del planeta Venus, el cual pasa por delante de las Pléyades cada 8 años. Ello probaría que los incas ya conocían el manejo de las coordenadas rectangulares (cartesianas).

### Contabilidad

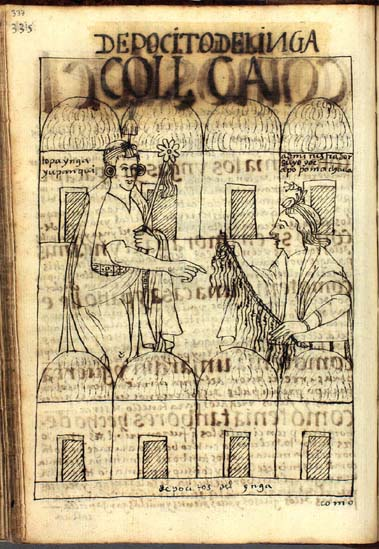
Ilustración del cronista Guamán Poma en Primer nueva corónica y buen gobierno (c. 1615).

Su uso como sistema de numeración es la forma más conocida. En este caso, las cuerdas secundarias representan, cada una, un número. Los nudos van indicando las cifras según su orden: las unidades se hallan a mayor distancia del cordel principal. Pablo Macera dice que el quipu era el elemento matriz de la cultura inca y que el control político se debió en parte a que a través de ellos podían llevar un cálculo de los pueblos que controlaban. Para el conteo, también se apoyaban en el uso de la yupana o ábaco inca, del cual se conoce su existencia por los cronistas, pero no su manejo específico, aunque hoy en día se ha adaptado como instrumento pedagógico, para enseñanza de las matemáticas en proyectos interculturales, en Perú, Bolivia, Ecuador y República Dominicana.

### Posible escritura

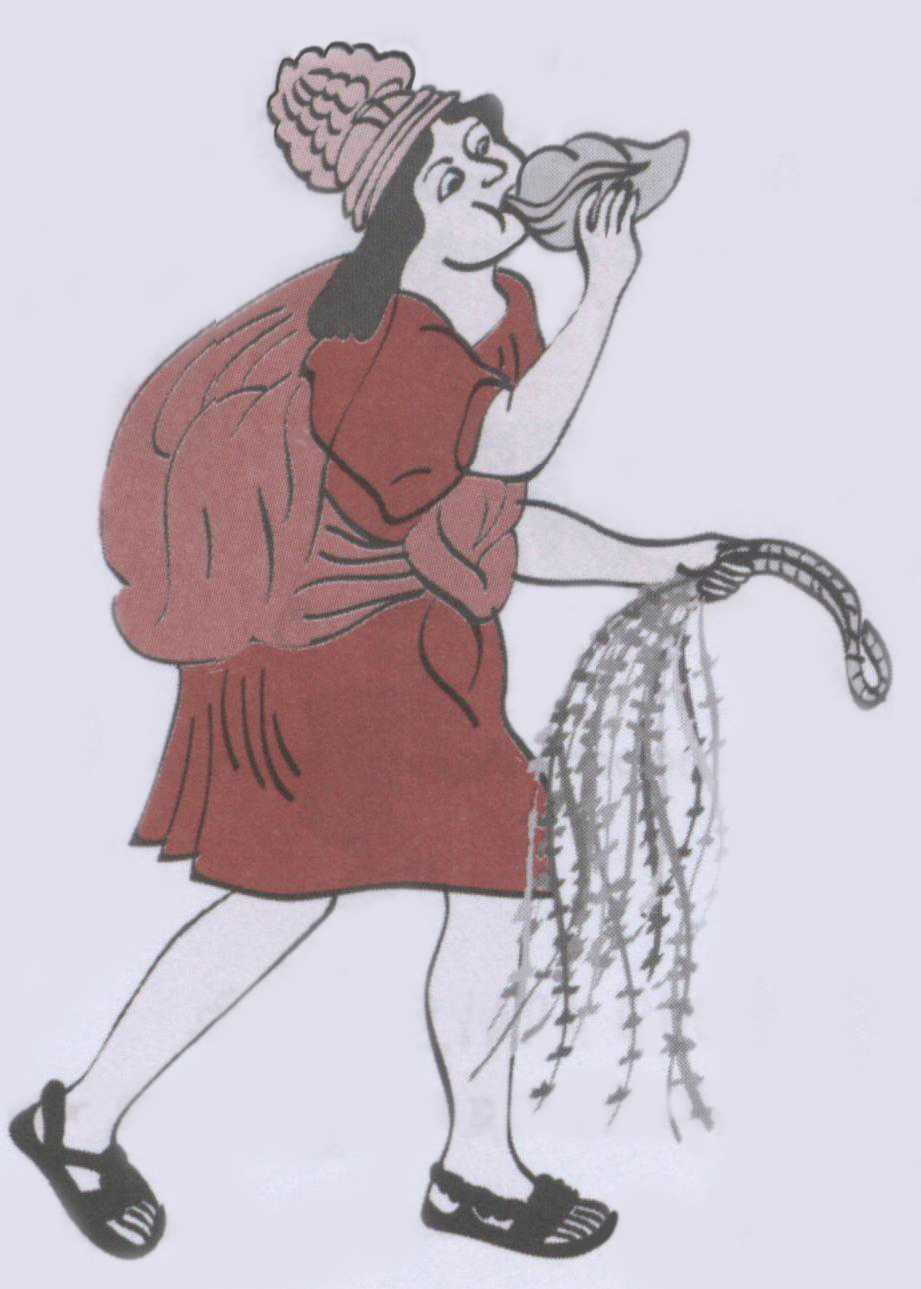
Grabado del mostrando un chasqui, mensajero inca, con quipus en su mano izquierda.

En los Andes no se conocía la escritura con caracteres sobre una superficie, tal y como se entiende en Occidente, pero los quipus son un sistema de escritura numérico que permite diversos grados de encriptación  de la información  lo cual dificulta su decodificación.
Varios autores los han considerado un sistema de codificación de información comparable a la escritura pues es posible lograr más de 8 millones de combinaciones gracias a la diversidad de colores de cuerdas, distancia entre cuerdas, posiciones y tipo de los nudos posibles. No se sabe cómo podría haberse codificado el contenido textual más allá de algunas simples secuencias. Hay algunos pueblos andinos alejados que mencionan tener «escritos» en los quipus de su localidad.
Según el jesuita José de Acosta en 1590 y refiriéndose a los quipus escribió: "Son quipos unos memoriales o registros hechos de ramales, en que diversos ñudos y diversas colores significan diversas cosas. Es increíble lo que en este modo alcanzaron, porque cuanto los libros pueden decir de historias, y leyes, y ceremonias y cuentas de negocios, todo eso suplen los quipos tan puntualmente que admira".
William Burns Glynn plantea que los quipus eran libros con una escritura alfanumérica donde los números simbolizados en cada nudo representan una consonante de la lengua quechua y, a su vez, tienen una equivalencia con los colores de las cuerdas y con los dibujos geométricos utilizados en cenefas textiles y en la alfarería, con lo cual ellos también se convierten en textos de escritura incaica.
Para Robert y Marcia Ascher la escritura en quipus estaba basada en arreglos de categorización cruzada, o sea conjuntos organizados de datos numéricos correspondientes a categorías, que podían representar cantidades de objetos, servir de rótulos o simplemente formalizar información. Según Felipe Guamán Poma, las Kapakkuna o quipus con listas de gobernantes incluían en el mismo orden un resumen de los rasgos de su carácter, el nombre de la Colla (esposa principal), los años que gobernó y sus principales acciones.
El 12 de agosto del 2005, la revista Science incluyó el reportaje Khipu Accounting in Ancient Peru («Contabilidad con Quipu en el antiguo Perú») del antropólogo Gary Urton y del matemático Carrie J. Brenzine, según el cual por primera vez se hubiera descifrado un elemento no numérico en un quipu: una secuencia de 3 nudos en forma de 8 al comienzo de un quipu que podría significar un topónimo para el pueblo de Puruchuco.
Aunque el 85% de los quipus que están a disposición de los expertos muestran el patrón de los quipus de contabilidad, un 15% siguen otras disposiciones y se supone que pueden servir para descifrar los códigos de escritura. Para buscar un "quipu Rosetta" que permitiera descifrarla, se partió de la información de los cronistas, según la cual los españoles buscaban quipucamayoc para que leyeran quipus, mientras que un intérprete traducía al castellano y un escribano tomaba copia a las cuentas y memorias Incas. 

Había que encontrar al menos un ejemplo de esta transcripción. Gary Urton encontró un documento que registra los tributos que pagaban los habitantes de una comunidad del valle del Santa. En 2011, Urton identificó esta posible correspondencia entre un documento colonial español del valle del Santa y seis quipus de época colonial procedentes de la misma región. Los investigadores consideran que esta posible correspondencia entre un quipu y un documento es la conexión más prometedora conocida hasta ahora, comparable a la Piedra de Rosetta, y que podría ofrecer pistas clave para descifrar completamente el código de los quipus. Los nudos de sujeción de las primeras cuerdas de los grupos de seis cuerdas varían de forma binaria, es decir atados en "verso" o "anverso". Argumenta que esta característica de construcción divide los tributarios censados en mitades; por tanto, estos quipus se corresponden con la organización social de la comunidad referida en el documento. Se sugiere que los nombres de los tributarios puedan estar listados con códigos de colores en los quipus. Más recientemente, este caso ha avanzado y se han revelado estructuras sociales andinas detalladas codificadas en los seis quipus.

Quipu de la colección del Museo Arqueológico Rafael Larco Herrera de Lima, Perú.

## Historia

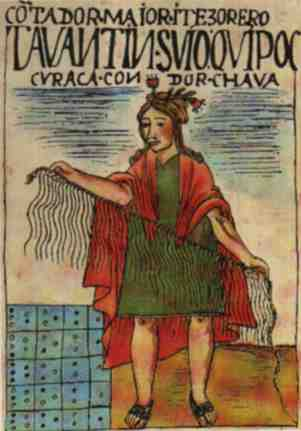
Quipucamayoc, por Guamán Poma.

El quipu más antiguo encontrado hasta ahora fue hallado en el año 2005, entre los restos de la ciudad de Caral y data aproximadamente del año 2500 a. C., lo que hace evidente que el uso del quipu tiene una gran antigüedad. Se sabe además que fueron ampliamente usados por los huari, ochocientos años antes que los incas. Los quipus huari no tenían nudos, sino cuerdas de colores diferentes colgando de la principal en diferentes puntos.
Fueron utilizados por el Imperio incaico (1438-1533) para registrar la población de cada uno de los grupos étnicos que entregaban su fuerza de trabajo a través de la mita y de la producción almacenada en las colcas (qullqa) para lo cual todo depósito tenía su khipukamayuq residente. 
En los "Informes" del virrey Martín Enríquez de Almansa está documentado el uso del quipu como código de las Leyes Incas. Así que los jueces incas "recurrieron a la ayuda de carteles que estaban disponibles en la kipá y ... otros, que estaban disponibles en varios tableros multicolores, de los cuales entendieron cuál era la culpa de cada criminal". El jurista Juan de Matienso escribió en 1567 que "los litigios que los indígenas libraban con los caciques o personas nobles, civiles y criminales, se registraban en el qipu tukuiriku. Según Inca Garcilaso de la Vega

"Se enviaban mensajes para determinar si se había realizado la justicia correcta, para que los jueces subalternos no fueran negligentes al administrarla, y si no la administraban, eran severamente castigados... La forma de transmisión de tales mensajes al Inca y su [pueblo] desde su consejo supremo eran nudos atados con cuerdas de diferentes colores, por lo cual se explicaban, como en números, por nudos de este y tal color hablaban de crímenes que eran castigados, y ciertas cuerdas de distintos colores con las que se interceptaban las cuerdas más gruesas hablaban de los castigos que se llevaban a cabo y las leyes que se aplicaban. Y así se entendían el uno al otro, porque no tenían letra."

Los españoles destruyeron tablas pintadas y quipus que contenían las leyes y los códigos de derecho incaico, durante la conquista del Imperio Inca y la ciudad de Cuzco en particular.
El cronista Pedro Cieza de León después de ubicar el origen de los quipus en los narradores encargados de memorizar y relatar los hechos durante el gobierno de cada Inca, señala que en cada capital de provincia había un qipukamayuq encargado de todas las cuentas, incluso las relativa  De acuerdo con la importancia del depósito algunos de estos contadores pudieron haber pertenecido al linaje del inca.
Los conquistadores españoles no suprimieron de inmediato el uso de los quipus, lo cual advino unos 150 años después.Tras la conquista española, el uso de los quipus fue inicialmente incentivado, tanto por la administración colonial como por la iglesia. El virrey Francisco de Toledo, incorporó entre 1570 y 1581 el quipu al sistema administrativo del Virreinato, aunque ordenando hacer copias escritas en papel de lo que contenían. Eran frecuentemente utilizados en el culto católico para memorizar las oraciones. Muchos misioneros instruían su uso para recordar los pecados en la confesión: "haz de pensar bien los pecados y hacer quipo de ellos". En 1583, el Tercer Concilio Limense prohibió su uso para guardar las memorias, ritos y costumbres indígenas y ordenó quitar a los indios los quipus que trataran esos temas, pero a la vez ordenó que los indígenas anotaran sus pecados en quipus para poder confesarlos. A pesar de la prohibición, las comunidades continuaron usando quipus. En 1602, el corregidor de Xauxa ordenó quemar un quipu porque contenía la historia de las comunidades del valle del Mantaro. En 1622 el párroco de Andahuaylillas, Juan Pérez Bocanegra, escribió un texto sobre el quipu confesional en su Ritual formulario, que describe cómo los indígenas iban a confesarse con quipus que registraban sus pecados. A medida que avanzaba el siglo XVII, la iglesia dejó de considerar este medio de comunicación para hacer con ellos la confesión, ya que reducía el papel de los confesores y enmascaraba prácticas paganas. Por ello, promulgaron quemar los quipus en presencia de los indígenas.En conclusión, los quipus fueron usados por lo menos hasta 150 años después de la Conquista con diferentes usos propuestos por la iglesia y la administración del Virreinato. 
Las narraciones de los quipus posteriores a la conquista se caracterizaron por cláusulas atenuadas y listas enumeradas centradas en la cronología y los tributos, lo que constituyó un aplanamiento de la capacidad expresiva de los quipus después de la conquista española.
En la actualidad, se sigue investigando el significado de los cerca de 700 quipus sobrevivientes, incluyendo los encontrados durante el siglo XX en tumbas de toda naturaleza, lo que sirve para ampliar los conocimientos sobre el antiguo Perú.Según pruebas de carbono 14 sobre los que se han conservado, la mayoría de los quipus datan de la época colonial. 

## Quipus conservados
De acuerdo al KHuipu Database Project llevado adelante por el profesor de la Universidad de Harvard Gary Urton y su colega Carrie Brezine, se conservan 751 quipus. Se encuentran en Europa, América del Norte y América del Sur. La mayoría está en museos fuera de sus países originales, pero algunos residen en el Perú al cuidado de descendientes de los incas. La colección más grande se halla en el Berlin Ethnologisches Museum de Berlín, Alemania, con 298 quipus. La siguiente colección en tamaño en Europa es la del Museum für Völkerkunde de Múnich, también en Alemania. En el Perú hay 35 quipus en el Museo de Pachacamac y otros 35 en el Museo Nacional de Arqueología, Antropología e Historia del Perú, ambos en Lima, el Centro Mallqui en Leimebamba tiene 32 quipus. El Museo Temple Radicati de Lima posee 26, el Museo de Ica tiene 25, y el Museo Puruchuco de Ate tiene 23. Los quipus que se hallan en colecciones privadas no han sido contados en la base de datos y su número es desconocido. Una prominente colección privada se halla en Rapaz, Perú, y fue recientemente investigada por el profesor de la Universidad de Wisconsin-Madison, Frank Salomon. El Departamento de Antropología y Arqueología de la Universidad de California en Santa Bárbara y el Museo Santuarios Andinos del Perú - Arequipa también poseen un quipu respectivamente.

### Los quipus de Tupicocha y Rapaz
Actualmente las comunidades de Rapaz, en la serranía de la región Lima - Perú, conservan quipus que utilizan a manera de signo de autoridad dentro de sus comunidades. Estos quipus son almacenados en una vivienda denominada «Kha Wayi» y son pieza fundamental para ritos ancestrales como el «Caccahuay». Los quipus de Tupicocha fueron incluidos por el Instituto Nacional de cultura del Perú dentro de un registro etnográfico denominado Programa Qhapaq Ñan.